# 富士見二丁目交響樂團

《富士見二丁目交響樂團》，是一部描寫天才指揮家與內向的首席小提琴家，充滿戲劇性的愛情喜劇。為日本長篇輕小說，合共六部、正章連外章日語版本暫為34卷。作者為秋月こお（又譯作秋月扣或秋月皓），前19卷的插畫由西炯子負責，而其後的則插畫由後籐星繪畫，由角川書店結集出版。自1992年10月起於Magazine Magazine旗下雜誌《June》連載。被譽為三大長篇BL輕小說之一（另外兩部為《炎之蜃氣樓》和《間之楔》）。曾被改編成廣播劇CD及動畫化等作品。因為這部作品的人氣使很多人對古典音樂有興趣，日本亦有地方交響樂團仿傚作品中的活動。近年其插畫師後籐星亦繪畫了漫畫版以慶祝出版十週年。

## 故事大要

### 第一部
故事發生在富士見町這個小城市中，這個地方的居民有不少對古典音樂很有興趣，亦有相當的表演能力，只是未至於專業的水平而已。為了一圓自己表演的心願，於是他們共同成立了富士見二丁目交響樂團，使他們有機會有工作外的空餘時間再次投入自己的興趣當中。亦因為是業餘的緣故，歷任指揮都沒有用心帶領也作不長久，常由首席小提琴手守村悠季權充指揮。後來MHK交響樂團的副指揮（實為助理指揮）桐之院圭向富士見樂團團長石田國光毛遂自薦，成為富士見的新指揮，雖然悠季不用再為沒有常任指揮而苦惱，但他亦很不喜歡這個自高自大的桐之院一反之前的傳統作風，嚴厲地要求團員改進技術。悠季於是乎萌生了退團的念頭。

### 第二部
在第一部中由於悠季被校方得悉他同性戀的事，被家長教師會投訴下被逼提早離職，所以他要再找工作。剛好小早川學園招募交響樂社團的指導老師，悠季順利入職。雖然開始時同學們對音樂只看成被逼責任，悠季盡力為他們著想，但最後同學們還是在表演前出賣了悠季。後來悠季更險被小早川老師強暴，幸而悠季有其把柄在手，才倖免於難。於是悠季再次轉職，今次得到桐之院介紹下到MHK交響樂團附近的番紅花咖啡店當侍應。

### 第三部
二人為了成為頂尖的音樂家而一同努力。悠季從家庭主婦的角色中抽離，再次鑽研小提琴技術。桐之院在歐洲比賽中得獎，二人開始聚少離多。悠季亦開始對桐之院不信任，懷疑桐之院在外有別的情人。

### 第四部
主要講述悠季聽從恩師福山正夫的建議，到意大利留學的兩年生活。同時桐之院亦在耶路撒冷比賽得勝，升格成為MHK的常任指揮。開展了二人的長距離戀愛。

### 第五部
悠季結束了兩年在意大利的磨練，回到日本重新擔任富士見二丁目交響樂團的首席，亦再次跟桐之院在一起。同時悠季亦在自己的母校音樂大學得到教席，自此二人都忙得不可開交，令二人最終相處的時間還是很少。

## 角色

### 主要角色
註：以下括號中前面為劇場版CD的配音人員，後面為由Sony Records發行的版本配音人員，人物年齡為故事開始時的年齡
- 守村悠季（置鯰龍太郎/堀川亮）

2月11日出生，24歲。新潟的農家中的獨子，有三個姊姊。身高175公分，有少許潔癖，因為娃娃臉、身材削瘦及白皙肌膚使得他看起來比實際年齡更小。和藹可親，但發脾氣時亦非同小可。曾任富士見町某高中的音樂代課老師，大學畢業前一年就擔任富士見市民交響樂團的首席。
- 桐之院圭（增谷康紀/安井邦彥）

8月8日出生，23歲。銀行家的大少爺，性格剛烈，向家族出櫃後離家。進了東京藝術大學指揮科之後，唸了一年到德國及奧地利留學，回國後以助理指揮的身份進入國家MHK交響樂團，現亦同時擔任富士見市民交響樂團的常任指揮。身高192cm，第一日加入MHK便被譽為「電柱殿下」。膚色略黑，外貌俊俏，看來不易相處。有著天才的音樂能力，處事認真、努力，行動力極強。深愛著守村悠季。
- 石田國光（梅津秀行）

外號微笑先生，非常受富士見敬重的樂團創辦人，低音提琴手。他和第二小提琴的市山、低音簫的長谷川，合力創辦了富士見二丁目交響樂團。現為咖啡店「莫札特」的老闆。看來呆笨但洞察力強。富士見的支柱。
- 五十嵐健人（石田彰/三木真一郎）

21歲，音樂大學在學生，大提琴手，是悠季重要的學弟。個性好動外向，常為富士見樂團帶來開心的時間。對悠季以及桐之院非常尊敬。
- 川島奈津子（勝生真沙子）

8月29日出生，21歲，現職於銀行，擔任富士見樂團的長笛手，有趣的美女。悠季暗戀三年對象，但她仍不為所動，故事初期已對桐之院圭表明了她的愛意。失戀後便積極的支持他們二人。
- 生島高嶺（矢尾一樹）

傳說的鋼琴高手，有著三個人的食量，為人不修邊幅。
- 八十川空也（山口勝平）

暱稱小空，流落街頭的十四歲少年，被生島高嶺拾回家，沒有戶籍也沒上過學校，但是很有音樂才能，母親似乎是已故的流鶯，學習法國號。

### 其他角色
- 春山朋子（淺田葉子）

富士見團員，擔任第二小提琴。
- 市山和夫（鈴木清信）

富士見創始團員之一，第二小提琴首席。
- 延原好一（西村朋紘/梅津秀行）

MHK來支援的富士見團員，大提琴手。
- 八坂勤（矢尾一樹）

富士見的低音提琴手，完全沒有音樂才能和熱誠，因欲強暴悠季被桐之院揍了一頓後離團。
- 尾山（中井和哉）

五十嵐的同學，修習鋼琴，曾在悠季幫他們寫譜的時候企圖借醉侵犯悠季未遂。
- 水野綾子（小林優子）

守村悠季的學生，演奏單簧管，喜歡桐之院，雙親是家長會成員，間接導致悠季被學校開除的人。
- 飯田弘（中村大樹/大塚明夫）

富士見大提琴手，原本來自MHK交響樂團，由於富士見甚少大提琴手，不足以表演，桐之院便從MHK中請他幫忙，已婚，妻子清美、愛女香奈。
- 芳野和弘（籐原啟治）

富士見市民交響樂團的小提琴手，欣賞桐之院圭的指揮才能而加入富士見，曾挑戰悠季的首席地位但失敗收場。

## 已出版書目
註：書後之ISBN 編碼為日文版，而中文翻譯除台灣角川已出版部份外，有些不是根據合訂本而是根據連載翻譯的，故有部分是沒有日文版的書號的。

### 第一部
1. 冷鋒指揮家 （寒冷前線コンダクター 富士見二丁目交響樂團） ISBN 4-04-434601-1 （1994 / 03）
冷鋒指揮家 （寒冷前線コンダクター）
D弦之歌 （Ｄ線上のアリア）
2. 徬徨的小提琴手 （さまよえるバイオリニスト 富士見二丁目交響樂團） ISBN 4-04-434602-X （1994 / 07） 
徬徨的小提琴手 （さまよえるバイオリニスト）
您喜歡音樂會嗎 ?  （コンサートはお好き？）
3. 曼哈頓奏鳴曲（マンハッタン・ソナタ 富士見二丁目交響樂團） ISBN 4-04-434603-8 （1995 / 01）
紅鞋華爾滋 （赤い靴ワルツ）
曼哈頓奏鳴曲（マンハッタン・ソナタ）
一百一十二分之十一〈飯田弘證言編 下〉（百十二分の十一（チェリスト飯田弘の証言編））
4. 演奏會狂想曲（リサイタル狂騷曲 富士見二丁目交響樂團） ISBN 4-04-434604-6 （1995 / 04）
演奏會狂想曲（リサイタル狂騷曲）
電線桿殿下〈 飯田弘證言編 上〉（電柱殿下（チェリスト飯田弘の証言編））
認真的首席會看見指揮的夢嗎？〈五十嵐健人證言編〉（真面目コン·マスはコンダクターの夢を見るか？）

### 第二部
1. 未完成進行曲（未完成行進曲 富士見二丁目交響樂團） ISBN 4-04-434608-9 （1996 / 01）
首席的光與影（コン·マスの光と影）
未完成進行曲（未完成行進曲）
2. Accident in Blue（憂鬱的意外） （アクシデント・イン・ブルー 富士見二丁目交響樂團） ISBN 4-04-434609-7 （1996 / 04） 
Accident in Blue（憂鬱的意外） （アクシデント・イン・ブルー
天國與地獄（天國と地獄 富士見二丁目交響樂團）
野生的阿瑪迪斯〈外傳〉（野生のアマデウス（外伝））
3. Funky Monkey GangS（叛逆少年S）（ファンキー・モンキー・ギャングＳ 富士見二丁目交響樂團） ISBN 4-04-434611-9  （1996 / 09）
Funky Monkey GangS（叛逆少年S）（ファンキー・モンキー・ギャング）
夢之翼（夢の翼 富士見二丁目交響樂團）
青蛙國王（外傳）（蛙の王樣 富士見二丁目交響樂團）
4. 金提琴與木提琴（金のバイオリン・木のバイオリン 富士見二丁目交響樂團） ISBN 4-04-434612-7  （1996 / 11）
維納斯的昏暗洞窟（ヴィヌスの暗き洞窟）
金提琴與木提琴（金のバイオリン・木のバイオリン
噢，看那個人（外傳）（オー·ソレ·見よ（外伝） 富士見二丁目交響樂團）
5. 日落日昇（サンセット・サンライズ 富士見二丁目交響樂團） ISBN 4-04-434613-5 （1997 / 02）
日落日昇（サンセット・サンライズ）
夏日風暴 （夏の嵐）
在紀念日獻花（外傳）（記念祝祭日には花を（外伝） 富士見二丁目交響樂團）
EXTRA:本篇收錄於「秋月BOX」，由MAGAZINE MAGAZINE出版
雪兔（外傳）（雪兔（外伝））
6. 激烈的快板（アレグロ・アジタート 富士見二丁目交響樂團） ISBN 4-04-434615-1 （1997 / 06）
激烈的快板（アレグロ・アジタート）
為公主所寫的Ｇ小調前奏曲 （王女のための前奏曲ハ短調）
八月十二日（晴）（外傳）（八月十二日（晴れ）（外伝））
7. 命運如是前來叩門（運命はかく扉をたたく 富士見二丁目交響樂團） ISBN 4-04-434618-6 （1998 / 02） 
似曾相識的雪之純白…（いつか見た雪の純白…）
命運如是前來叩門（運命はかく扉をたたく）
遷居波卡舞曲（引っ越しポルカ）
EXTRA:本篇原為「角川mini文庫」獨立出版，後收錄於「富士見solfege」中
奈津子，破滅（外傳）（奈津子，玉碎 富士見二丁目交響樂團） ISBN 4-04-700194-5 （1997 / 10）
維也納前奏曲（番外篇）（プレリュード・ウィーン）收錄於「那青澀的男人」

### 第三部
1. 灰姑娘大戰（シンデレラ・ウォーズ 富士見二丁目交響樂團） ISBN 4-04-434621-6 （1998 / 10）
2. 滾燙鐵皮屋頂上的小提琴手 （灼けたトタン屋根の上のバイオリン彈き 富士見二丁目交響樂團）
3. REQUEST〈點歌〉（リクエスト 富士見二丁目交響樂團） ISBN 4-04-434624-0 （1999 / 03）
4. 殿下流的德式午餐（外傳）
5. 夏日祭典夜（外傳）（夏祭りの夜）
6. 雨亦復雨（雨また雨）
7. 殿下的陰謀（證言篇）（殿下の陰謀（証言編））
8. 退團勸告（退團勸告 富士見二丁目交響樂團） ISBN 4-04-434625-9 （1999 / 07）
9. 應許之地（外傳）（約束の地）
10. 冬日暖暖（證言篇）（冬のうらら（証言編））
11. 五十嵐君沉重的憂鬱（證言篇）（五十嵐くんのヘビーな憂鬱（証言編））
12. 在一路順風的布條前（第三部尾聲篇） （ボン・ボワイヤージュの橫斷幕のもとに 富士見二丁目交響樂團） ISBN 4-04-434628-3 （1999 / 11）
13. 桐院小夜子小姐的心情（外傳）（桐院小夜子さまのキモチ 富士見二丁目交響樂團） ISBN 4-04-434623-2 （1998 / 12）
14. 叭啦叭啦小喇叭（外傳）（ペット·ペット·トランペット（外伝））

### Liner Notes
1. 悠季（悠季 富士見二丁目交響樂團） ISBN 4-04-700290-9 （1999 / 12）
2. 圭（圭 富士見二丁目交響樂團） ISBN 4-04-700291-7 （1999 / 12）

### 第四部
1. 羅馬平日
2. 懺悔與花束（外傳）
3. 莫札特的觀測（外傳）
4. 埃米裡歐大師（マエストロエミリオ 富士見二丁目交響樂團） ISBN 4-04-434631-3 （2000 / 07）
5. 阿波羅的懊惱（アポロンの懊惱 富士見二丁目交響樂團） ISBN 4-04-434634-8 （2000 / 11）
6. 泥與榮耀
7. 巴克斯之民 （バッコスの民 富士見二丁目交響樂團 ISBN 4-04-434635-6 （2001 / 06）
8. （外傳）那個青澀的男人（その青き男 富士見二丁目交響樂團） ISBN 4-04-434636-4 （2001 / 11）
9. 幻想夏康舞曲 （幻想のシャコンヌ 富士見二丁目交響樂團） ISBN 4-04-434637-2 （2002 / 02）
10. 在貝桑松 （プザンソンにて 富士見二丁目交響樂團） ISBN 4-04-434639-9 （2002 / 11）

### 第五部
- 繆斯的寵兒 （ミューズの寵兒 富士見二丁目交響樂團） ISBN 4-04-434640-2 （2003 / 06）
- 為奮鬥的小提琴家而寫的奇想曲 （鬥うバイオリニストのための奇想曲 富士見二丁目交響樂團） ISBN 4-04-434641-0 （2003 / 11）
- 那個男人，作為指揮… （その男、指揮者につき 富士見二丁目交響樂團） ISBN 4-04-434642-9 （2004 / 06 / 29）

### 第六部
- 華麗的復仇 （華麗なる復讐 富士見二丁目交響樂團）ISBN 4-04-434643-7 （2004 / 11 / 29）
- 古典的輪旋曲（クラシカル・ロンド - 富士見二丁目交響樂團） ISBN 4-04-873604-3 （2005 / 03 / 30）
- 拉小提琴的弟子們（バイオリン彈きの弟子たち 富士見二丁目交響樂團） ISBN 4-04-434645-3 （2005 / 06 / 30）
- 愛敏感暴君的方法（センシティブな暴君の愛し方 富士見二丁目交響樂團） ISBN 4-04-434646-1 （2005 / 11 / 30）
- 大驚小怪的羅密歐（人騷がせなロメオ 富士見二丁目交響樂團） ISBN 4-04-434647-X （2006 / 06 / 30）
- 暴風的預感（嵐の予感 富士見二丁目交響樂團シリーズ） ISBN 4-04-434648-8 （2006 / 12 / 01）
- 以逡巡為名的卡農（逡巡という名のカノン  富士見二丁目交響樂團） ISBN 978-4-04-434649-2 （2007 / 05 / 01）
- 安達魯西亞的微風（アンダルシアのそよ風  富士見二丁目交響樂團） ISBN 978-4-04-434650-8 （2007 / 09 / 01）
- 螺旋的去向（螺旋のゆくえ 富士見二丁目交響樂團） ISBN 978-4-04-434651-5 （2007 / 12 / 01）
- 誰がためにミューズは微笑む  ISBN 978-4-04-434652-2 （2008年 07月 01日）

三つの愛の變奏曲  富士見二丁目交響樂團シリーズ　第６部外伝
發賣日：2008年 08月 01日
ISBN 978-4-04-434653-9-

### 其他
- （漫畫版）寒冷前線コンダクター 富士見二丁目交響樂團シリーズ ISBN 4-04-853832-2 （2005 / 04 / 01）
- （公式解說書）富士見solfege（フジミ・ソルフェージュ 富士見二丁目交響樂團） ISBN 4-04-434644-5 （2005 / 03 / 31）

## 作品中提及的古典樂章
第一部
- 莫扎特 — 第十三號小夜曲
- 華格納 — 唐懷瑟序曲
- 韋瓦第 — 四季
- 巴哈 — G弦之歌
- 蕭邦 — 離別曲
- 老約翰史特勞斯 — 拉德斯基進行曲
- 莫扎特 — 魔笛序曲
- 西貝流士 — 芬蘭頌
- 孟德爾頌 — 小提琴協奏曲作品64
- 小約翰史特勞斯 — 藍色多瑙河
- 伊凡諾維奇 — 多瑙河之波
- 霍爾斯特 — 行星組曲「金星」「木星」
- 阿爾班尼士 — 探戈
- 馬斯奈 — 泰綺思暝想曲
- 古諾 — 取自巴哈前奏曲的聖母頌
- 德弗札克 — 詼諧曲op.101  no.7
- 貝多芬 — 命運
- 巴哈 — 布蘭登堡協奏曲
- 貝多芬 — 悲愴　C小調第八號，op.13
- 舒曼 — 兒時情景 op.15 no.7夢幻曲
- 羅西尼 — 塞維裡亞的理髮師
- 薩拉沙泰 — 流浪者之歌　Zigeunerweisen

## 備註及參考資料
1. ↑  .   [2010-03-15]. （原始内容存档于2011-08-14）.

## 外部連結
- （日語）角川ルビー文庫特集-富士見町二丁目交響樂團シリーズ （页面存档备份，存于）
- （日語）角川ルビー文庫 （页面存档备份，存于）
- （日語）web KADOKAWA - 角川書店・角川グループ（页面存档备份，存于）
- （繁體中文）台灣角川得富士見二丁目交響樂團專站 （页面存档备份，存于）
- （繁體中文）台灣角川KADOKAWA （页面存档备份，存于）